# Ribadesella
Ribadesella (Ribeseya en asturien) est une commune (concejo aux Asturies) située dans la communauté autonome des Asturies en Espagne et une des paroisses qui forment la commune. Elle est bordée au nord par la mer Cantabrique, à l'est par Llanes, au sud par Cangas de Onís et Parres et à l'ouest par Caravia. Fondée par Alphonse X le Sage, elle a été l'un des principaux ports asturiens au XIXe siècle. Sa population est de 5548 habitants selon le recensement du 1er janvier 2023.
Elle est bâtie le long de l'embouchure du río Sella.

## Géographie
Intégrée à la comarque d'Oriente, la commune  est à 42 m au-dessus du niveau de la mer Cantabrique avec une superficie de 84,37 km² dans le paysage côtier de la Costa Verde. Les grandes villes les plus proches, Gijón, Oviedo et Santander, se trouvent respectivement à 60, 80 et 115 km. 
Le pic Mofrecho (891 m) est le point culminant de la commune.
Ribadesella est une étape du chemin de Saint-Jacques, plus précisément du Camino del Norte.

## Paroisses
La commune de Ribadesella se divise en 9 paroisses civiles :
- Ribadesella
- Berbes
- Collera
- Junco
- Leces
- Linares
- Moro
- Santianes
- Ucio

## Histoire

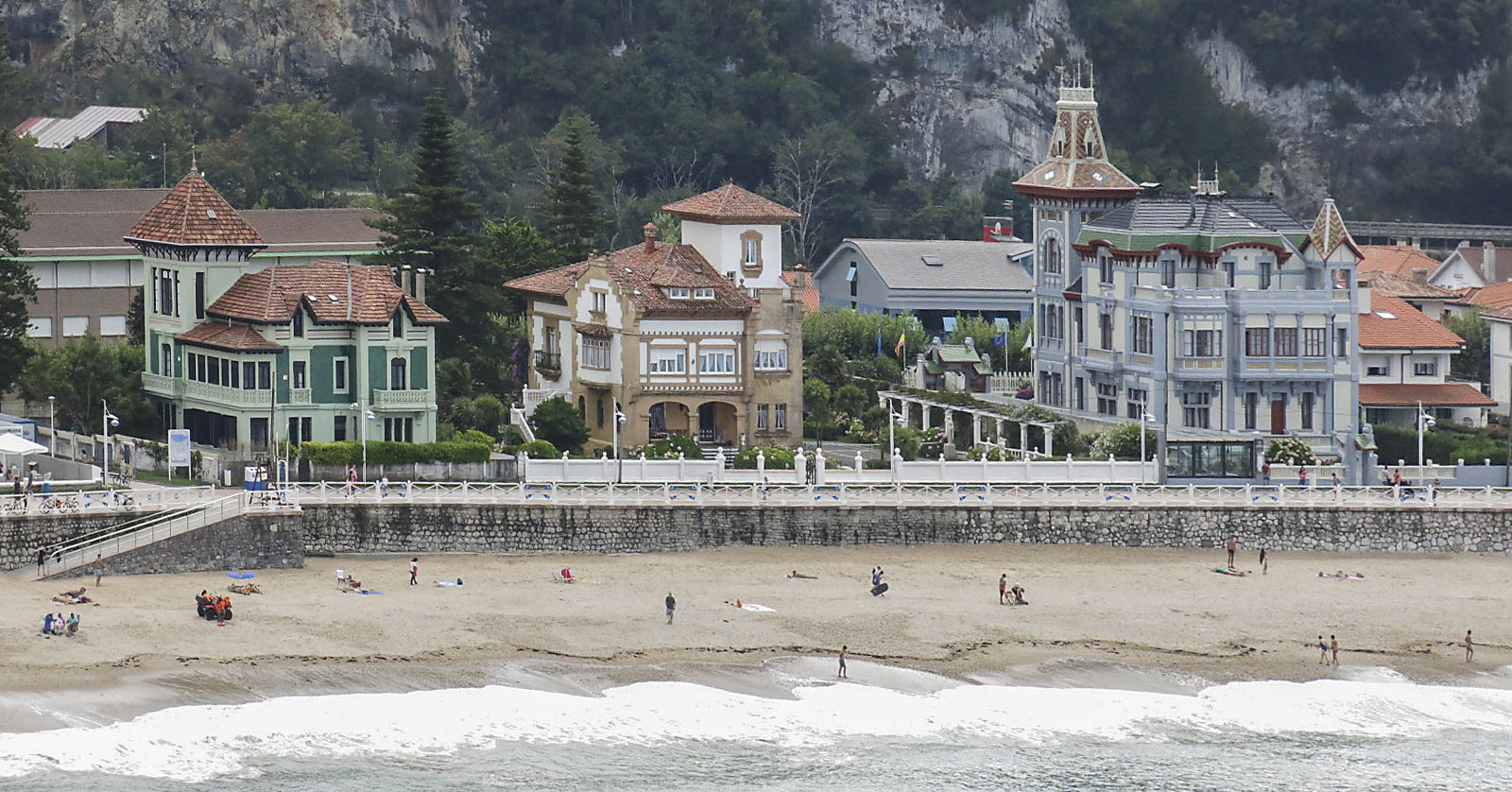
Villas sur la plage de Santa Marina.

Le site de Ribadesella est occupé depuis le Paléolithique supérieur, comme l'attestent les peintures rupestres de la grotte de Tito Bustillo, située sur la commune. 
La ville est fondée au XIIIe siècle par le roi Alphonse X de Castille.
Au XIXe siècle, elle est l'un des principaux ports des Asturies.
Au début du XXe siècle, elle devient un lieu de villégiature apprécié par la haute société espagnole. De nombreux chalets et villas opulents sont alors bâtis sur la rive ouest de la commune.

## Divers
Le groupe de musique folk Corquiéu s'est formé à Ribadesella en 1998.

## Galerie

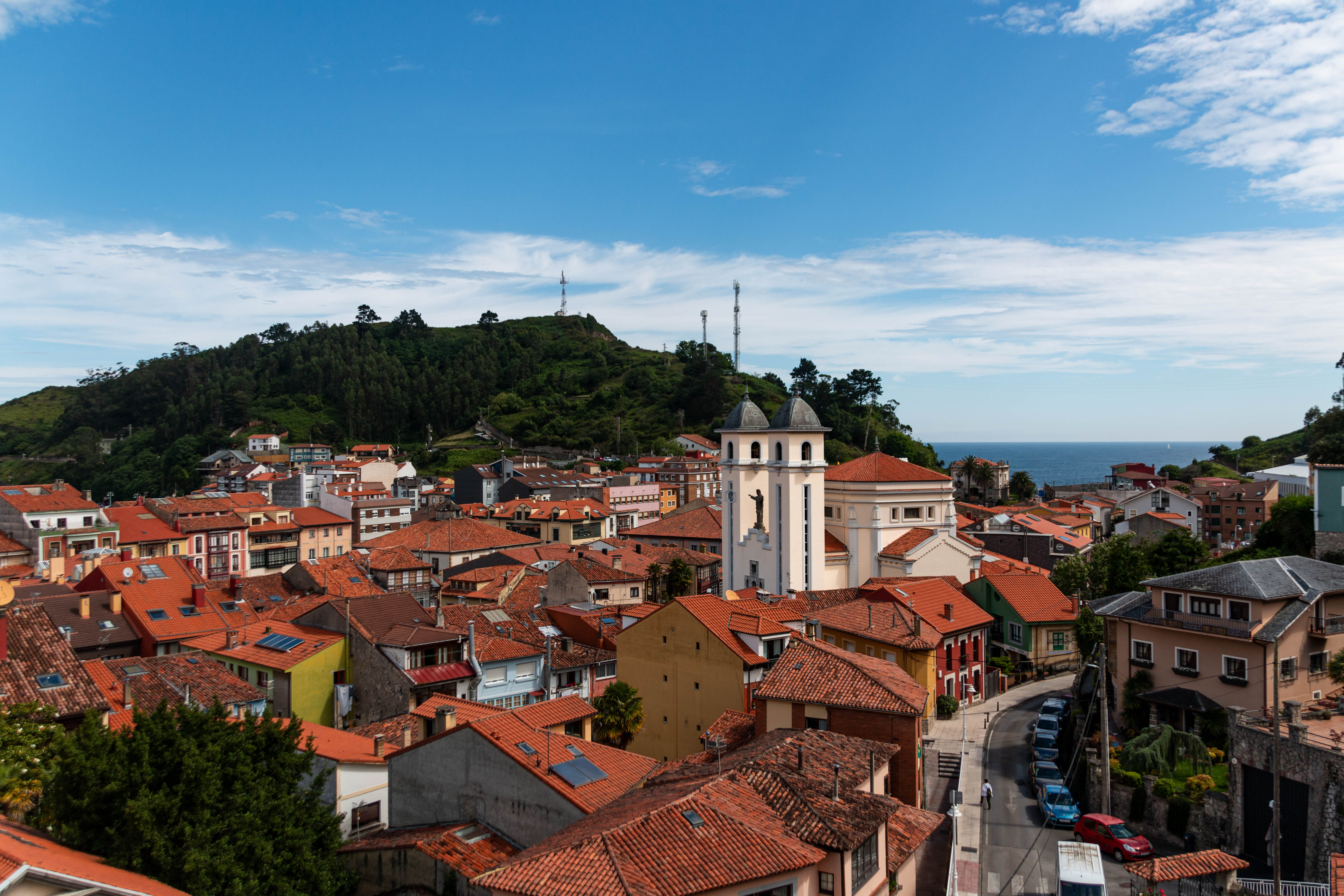
Vue globale de Ribadesella et de l'église Sainte-Marie-Madeleine  depuis les hauteurs a l'est de la ville
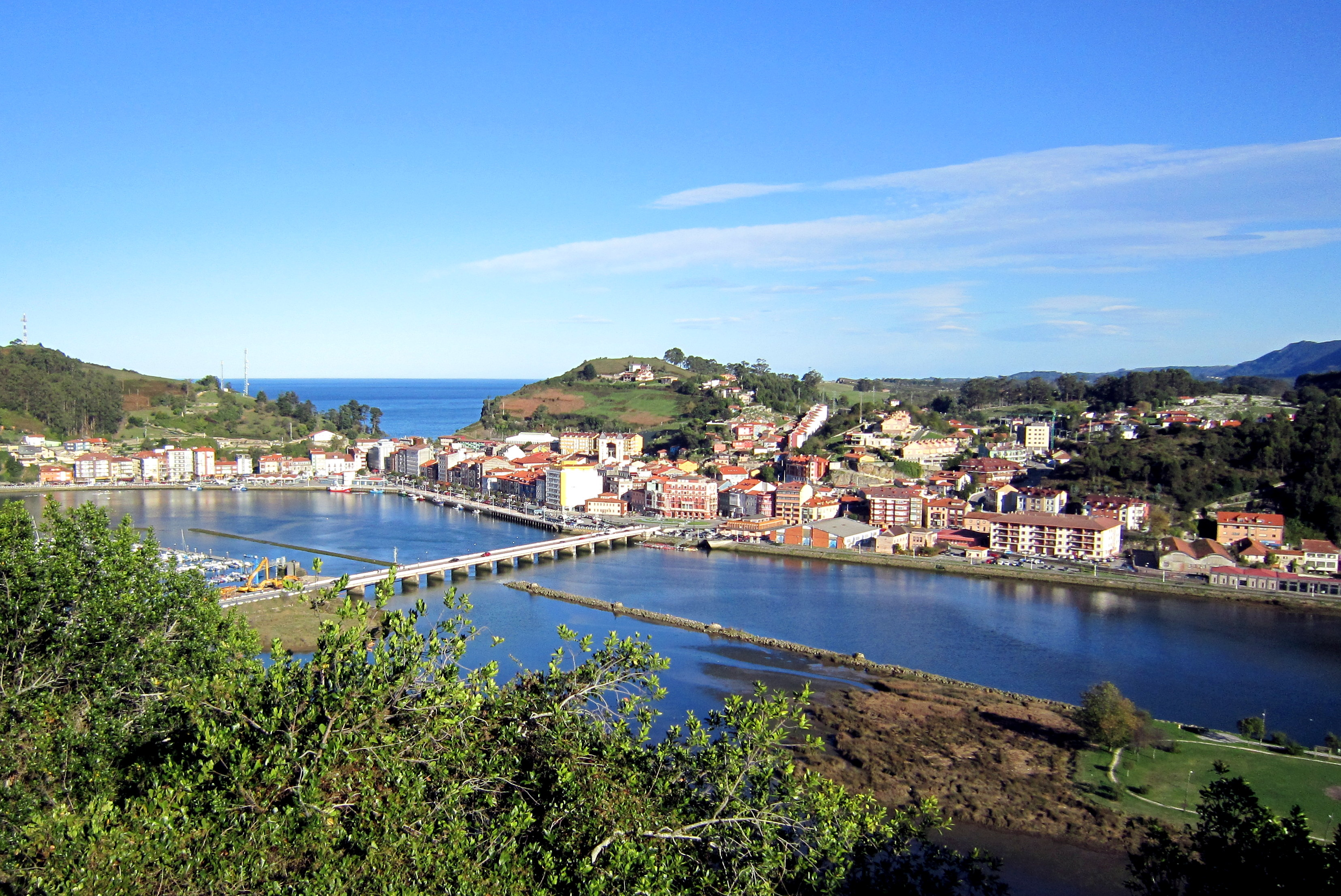
Ribadesella le long de l'embouchure de la rivière Sella.
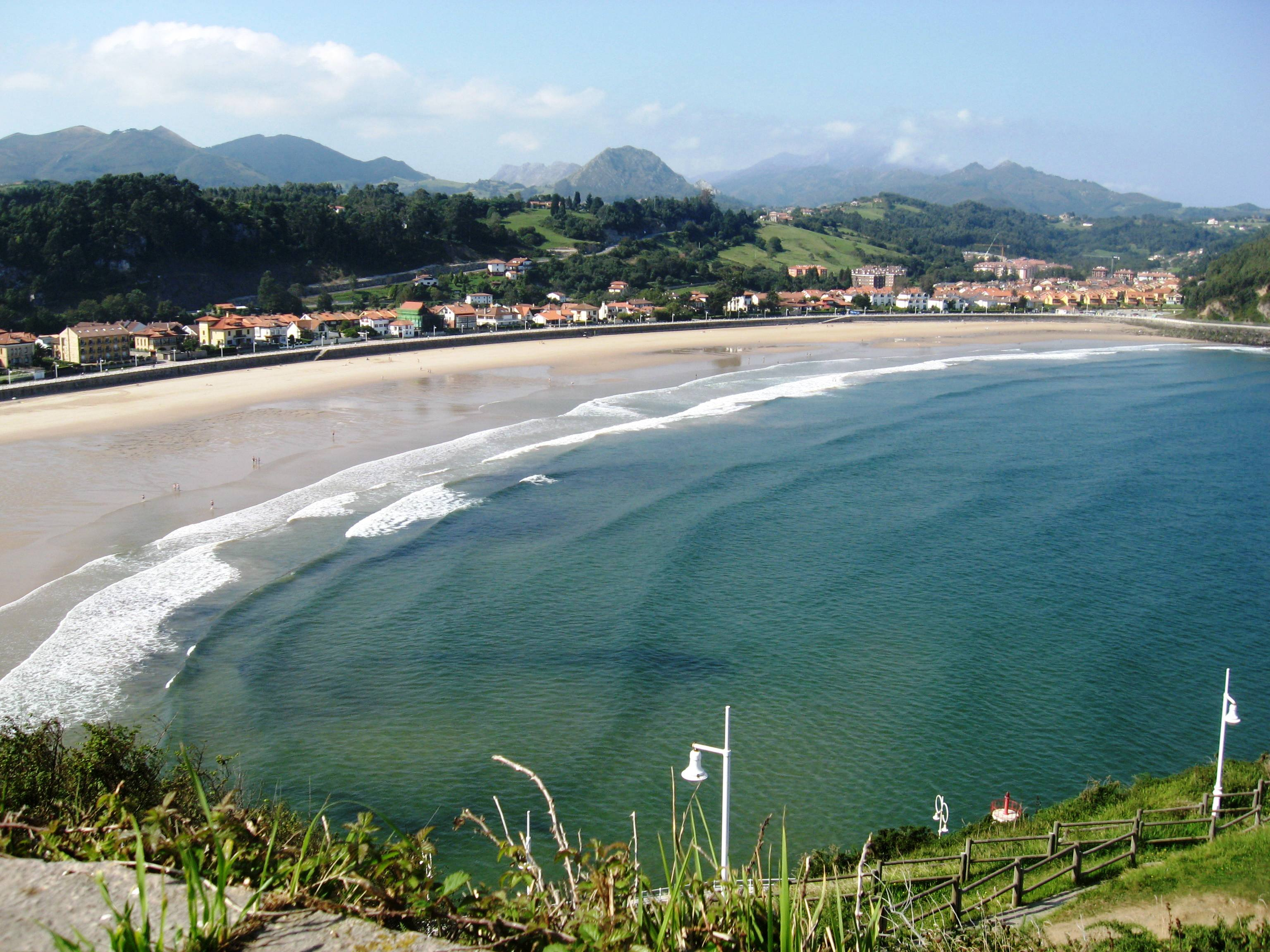
La plage de Santa Marina.
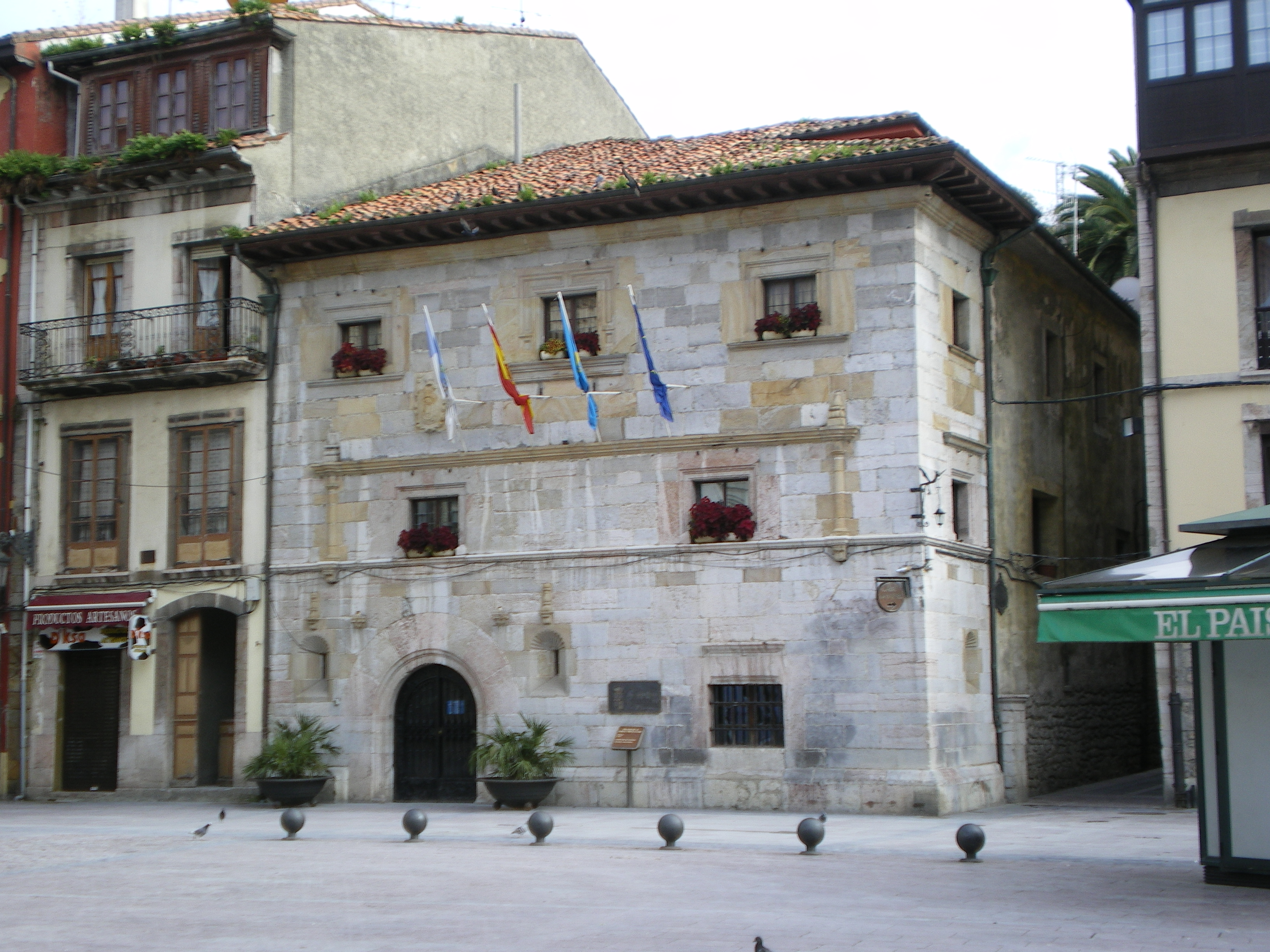
La mairie de Ribadesella.
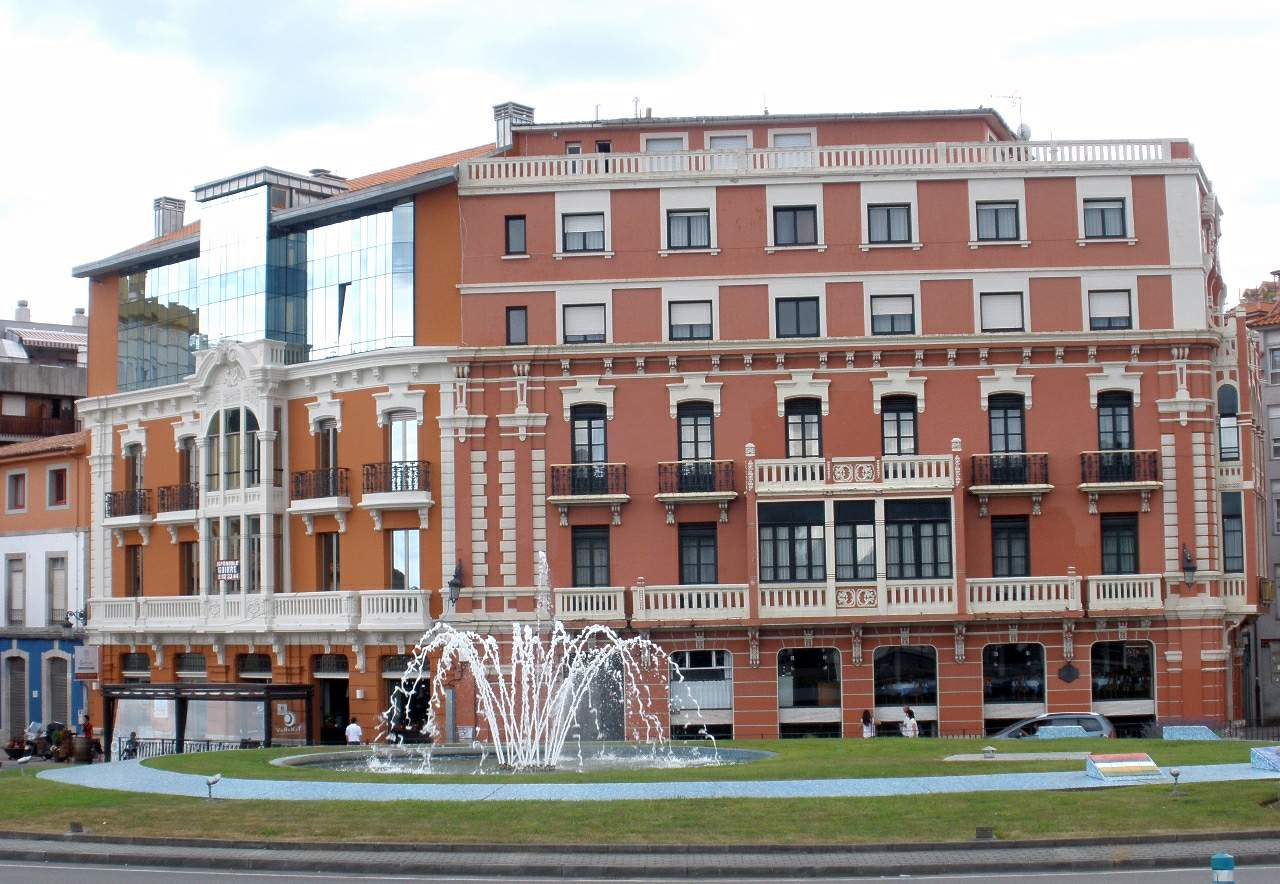
L'hôtel Marina.
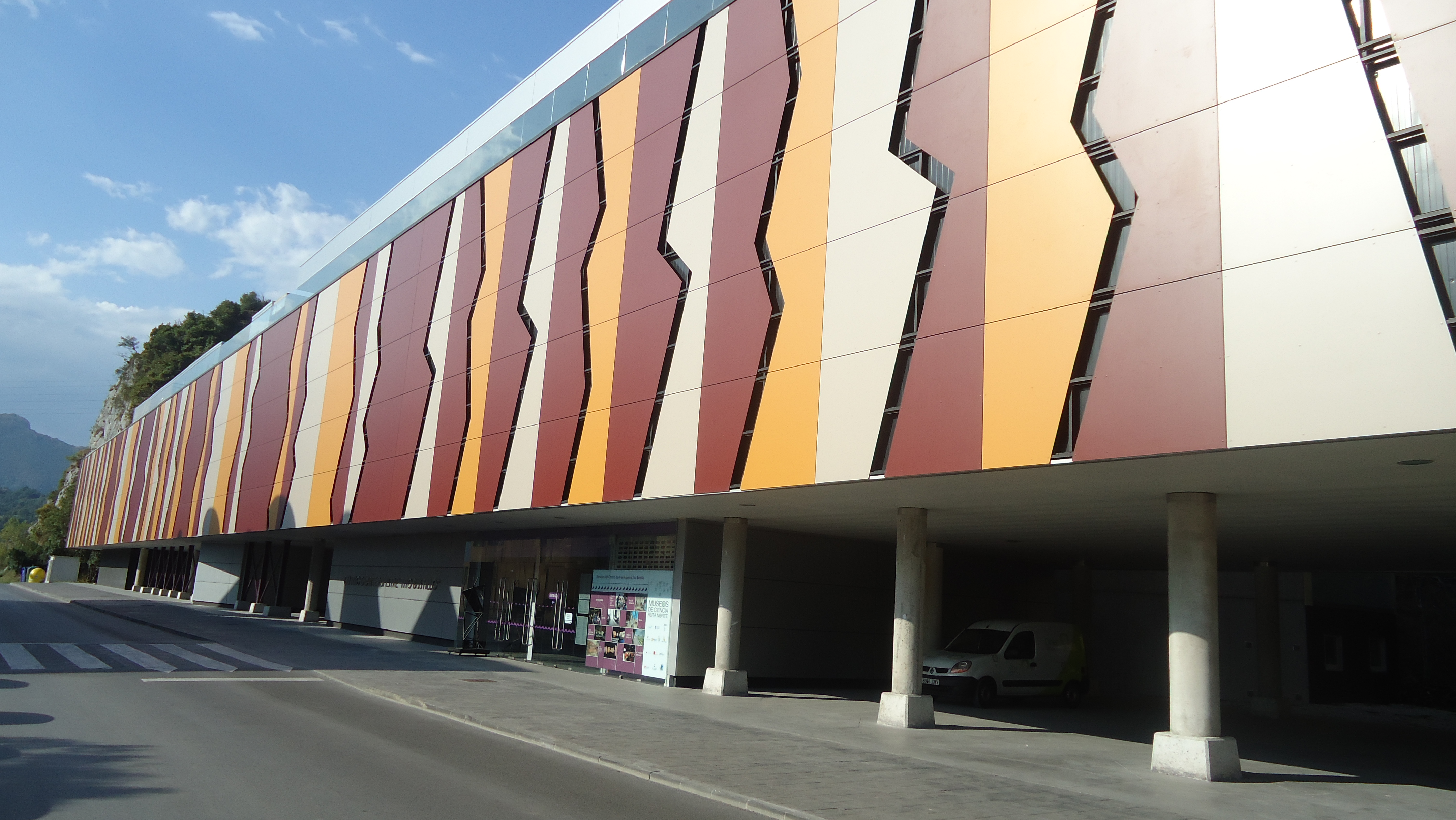
Le Centre d'art rupestre.
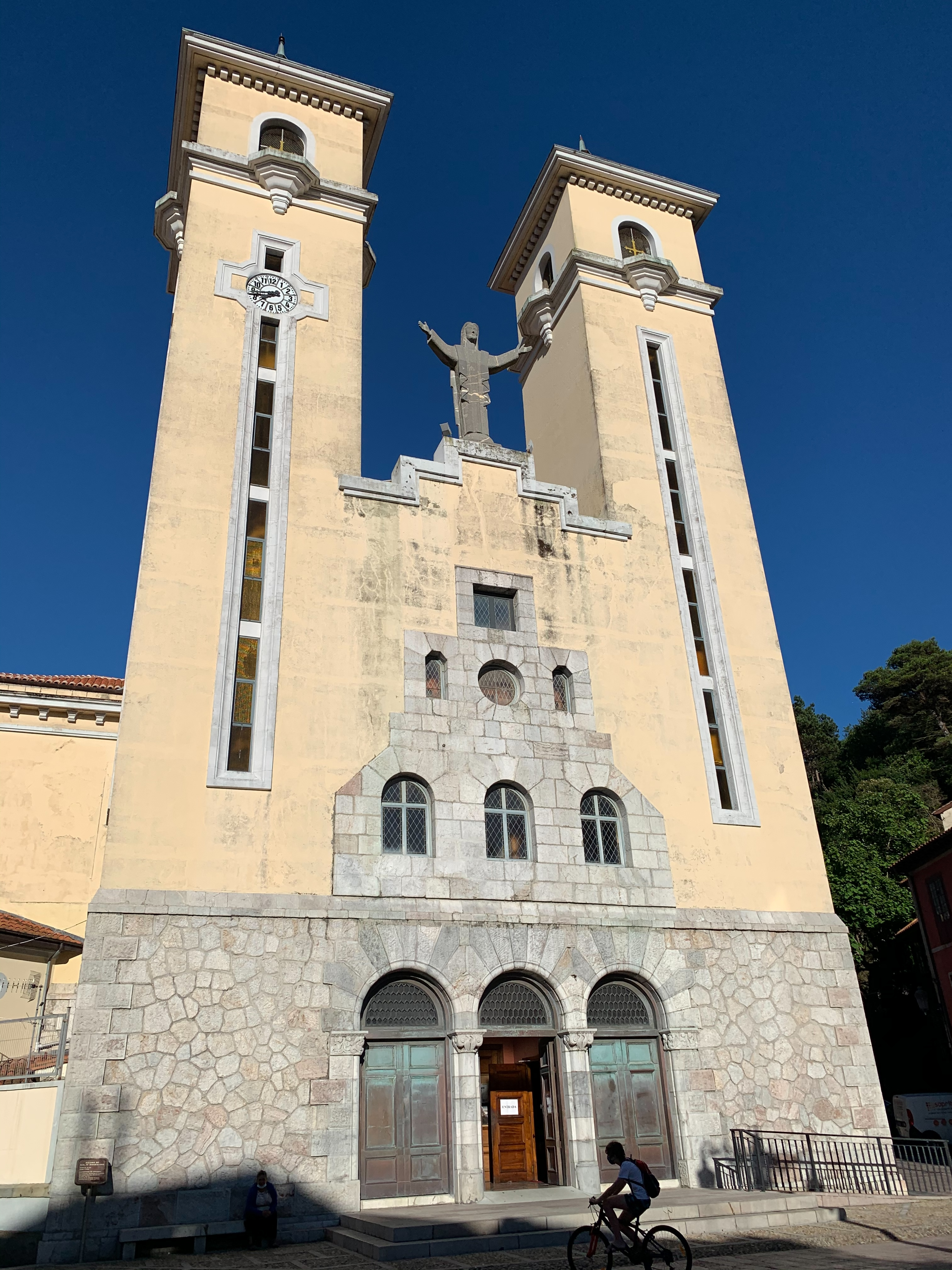
L'église Sainte-Marie-Madeleine.